# Скарпетта (сериал)
«Скарпетта» (англ. Scarpetta) — предстоящий американский телесериал, созданный Лиз Сарнофф для Amazon Prime Video. Сюжет основан на одноимённой серии книг Патрисии Корнуэлл. Главные роли исполнили Николь Кидман и Джейми Ли Кертис.

## Сюжет
Скарпетта — блестящий судебный патологоанатом, главная героиня серии криминальных романов. Прототипом персонажа стала бывший главный судмедэксперт штата Вирджиния Марселла Фаринелли Фьерро, доктор медицины (в отставке). Она использует передовые судебно-медицинские технологии, чтобы разгадывать тайны и раскрывать преступления. На протяжении всей серии Скарпетта, итальянка по происхождению, проводит расследования в разных местах, включая Флориду, Вирджинию и Чарльстон.

## В ролях
- Николь Кидман — доктор Кей Скарпетта
  - Рози Макюэн — молодая Кей Скарпетта
- Джейми Ли Кертис — Дороти, сестра Кей
  - Аманда Ригетти — молодая Дороти
- Ариана Дебос — Люси Фаринелли-Уотсон, дочь Дороти
- Бобби Каннавале — Пит Марино, бывший детектив
  - Джейк Каннавале — молодой Пит Марино
- Саймон Бейкер — Бентон Уэсли, профайлер ФБР
  - Хантер Пэрриш — молодой Бентон Уэсли
- Сози Бэйкон — Эбби Тернболл, репортёр, получившая премию
- Джанет Монтгомери — Джанет
- Стефани Фараси — Мэгги, помощница Скарпетты
- Майк Фогель — Билл Больц, прокурор.

## Производство
В июне 2021 года появилась информация, что телесериал по роману находится в разработке у Comet Pictures, производственной компании Джейми Ли Кертис и Blumhouse Television. Патриция Корнуэлл, Джейми Ли Кертис, Джейсон Блам, Крис Маккамбер, Джереми Голд и Крис Дики выступят в качестве исполнительных продюсеров шоу.
В феврале 2023 года Николь Кидман и Джейми Ли Кертис вошли в актёрский состав и выступят в качестве исполнительных продюсеров сериала. Сериал станет первым воплощением героини книг на экране, несмотря на многочисленные предыдущие попытки. Первоначально, в 1992 году, Деми Мур была ненадолго связана с персонажем Скарпетты, а Анджелина Джоли рассматривала возможность создания франшизы на основе персонажа на большом экране в 2009 году. Предполагалось, что сериал будет состоять из двух сезонов по восемь эпизодов каждый. Сценаристом и шоураннером сериала станет Лиз Сарнофф. Дэвид Гордон Грин и Эми Сэйрес также выступили в качестве исполнительных продюсеров.
Хотя изчально сериал был назван «Кей Скарпетта», название было изменено на «Скарпетта», когда стало известно об обновлении кастинга. Дэвид Гордон Грин станет режиссёром первых двух эпизодов.
В феврале 2023 года Николь Кидман получила главную роль в сериале, а Джейми Ли Кертис сыграла сестру Кей Дороти. В сентябре 2024 года к актёрскому составу присоединились Ариана Дебос, Бобби Каннавале, Саймон Бейкер, Рози МакЮэн и Джейк Каннавале. Позже в том же месяце к актёрскому составу добавились Сози Бэйкон, Аманда Ригетти, Джанет Монтгомери, Стефани Фараси и Майк Фогель. В октябре 2024 года стало известно, что в главной роли снимется Хантер Пэрриш.
Изначально съёмки должны были начаться в Нэшвилле в сентябре 2024 года, но затем были перенесены на октябрь 2024 года. Съёмочная группа была замечена на съемочной площадке итальянского рынка Little Hats в Джермантауне, Нэшвилл, Теннесси, в ноябре 2024 года.